# 硬壳桂
硬壳桂（学名：Cryptocarya chingii），为樟科厚壳桂属下的一个种。

## 扩展阅读
維基物種上的相關：硬壳桂